# شركة شيآن لصناعة الطائرات

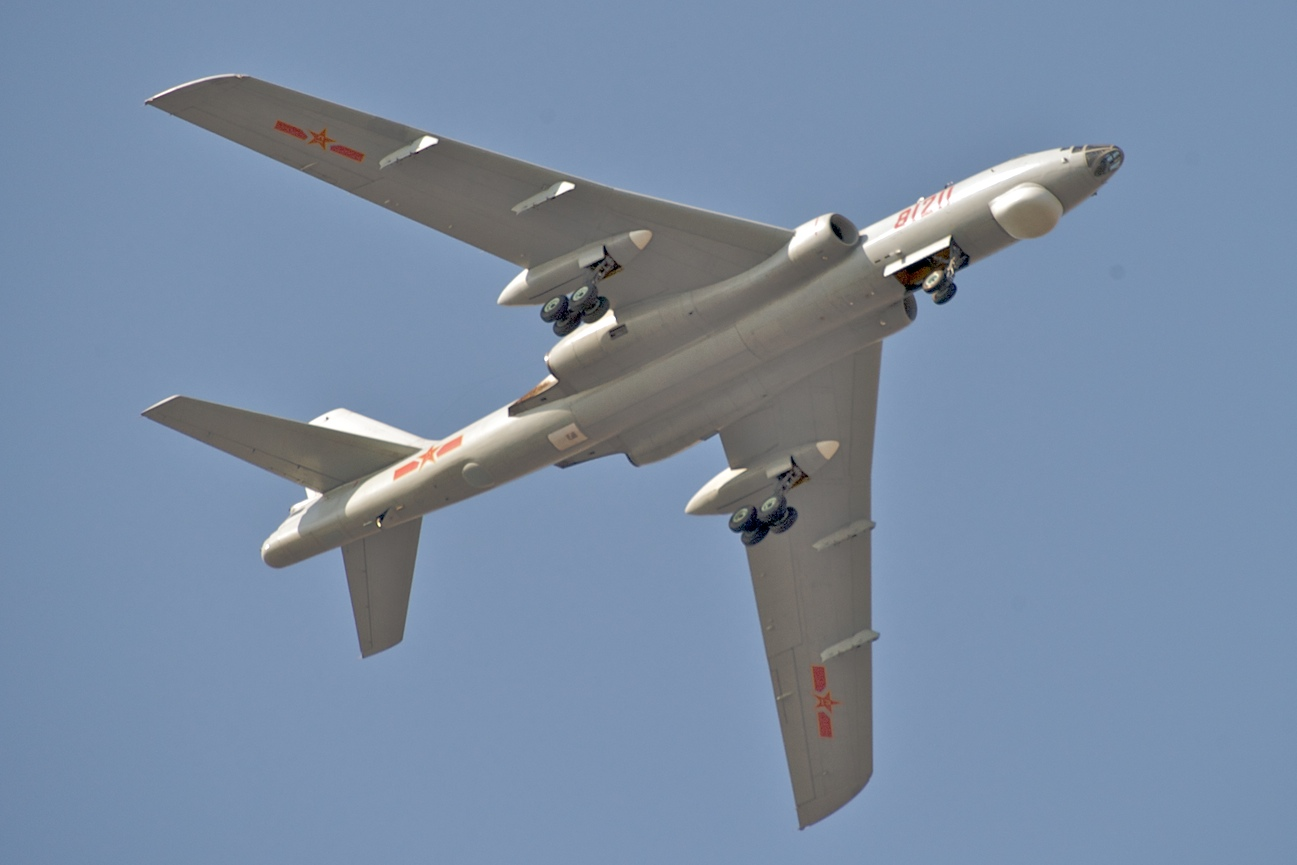
شيآن إتش-6

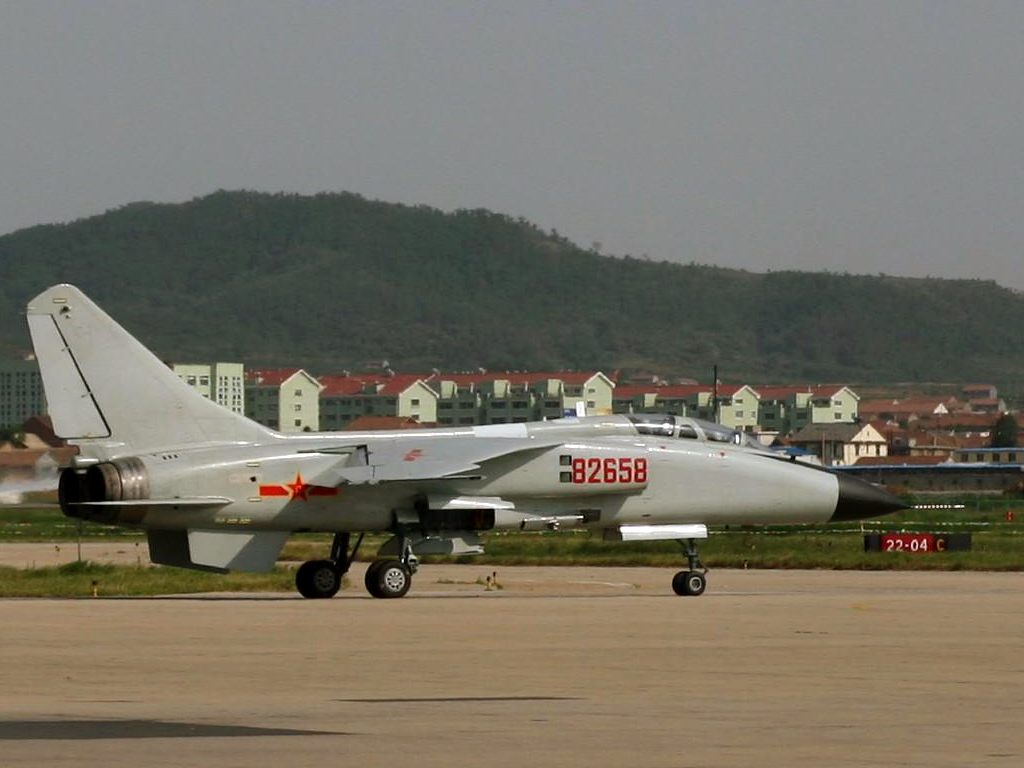

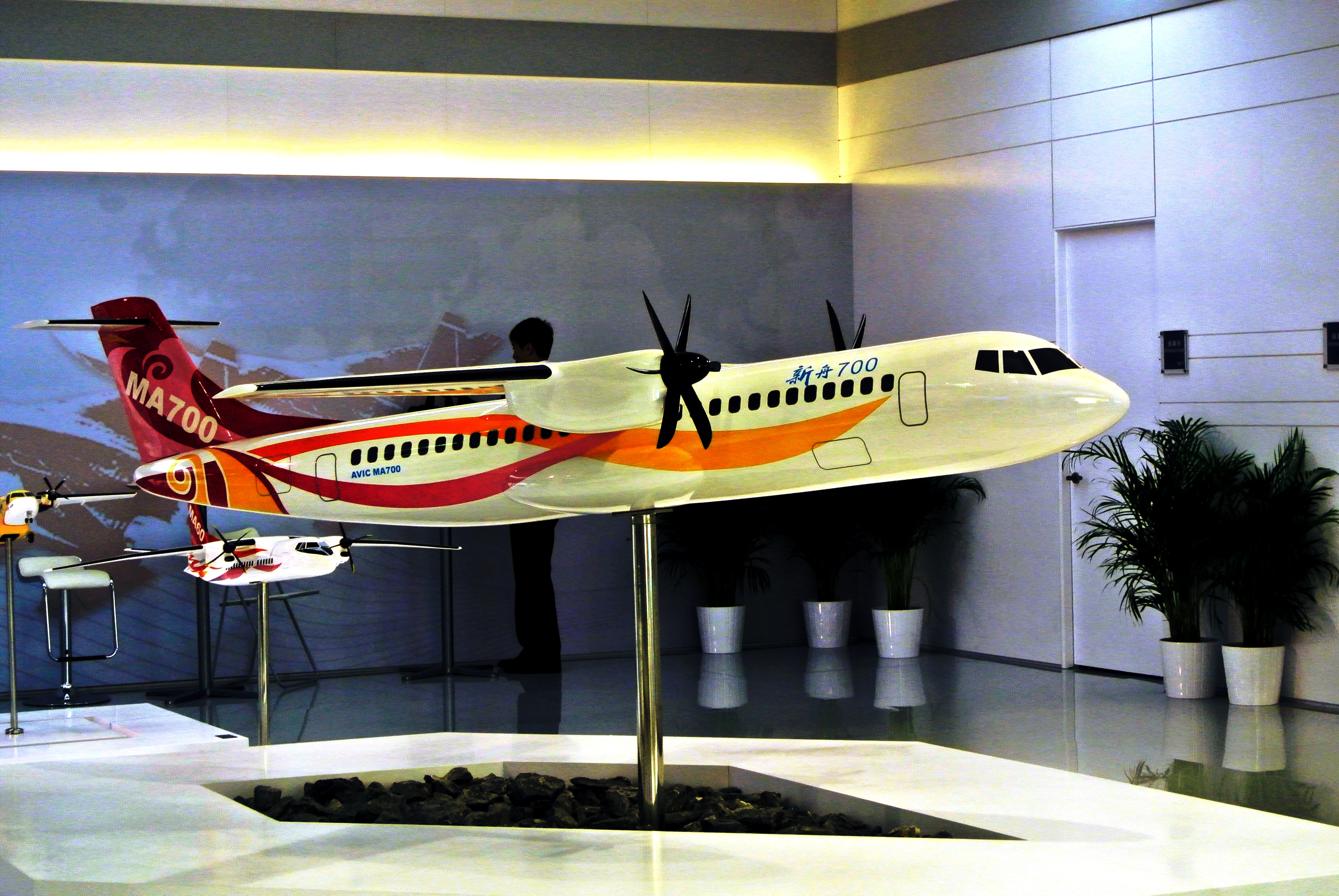
Model of شيآن إم إيه 700 في معرض باريس الجوي 2013

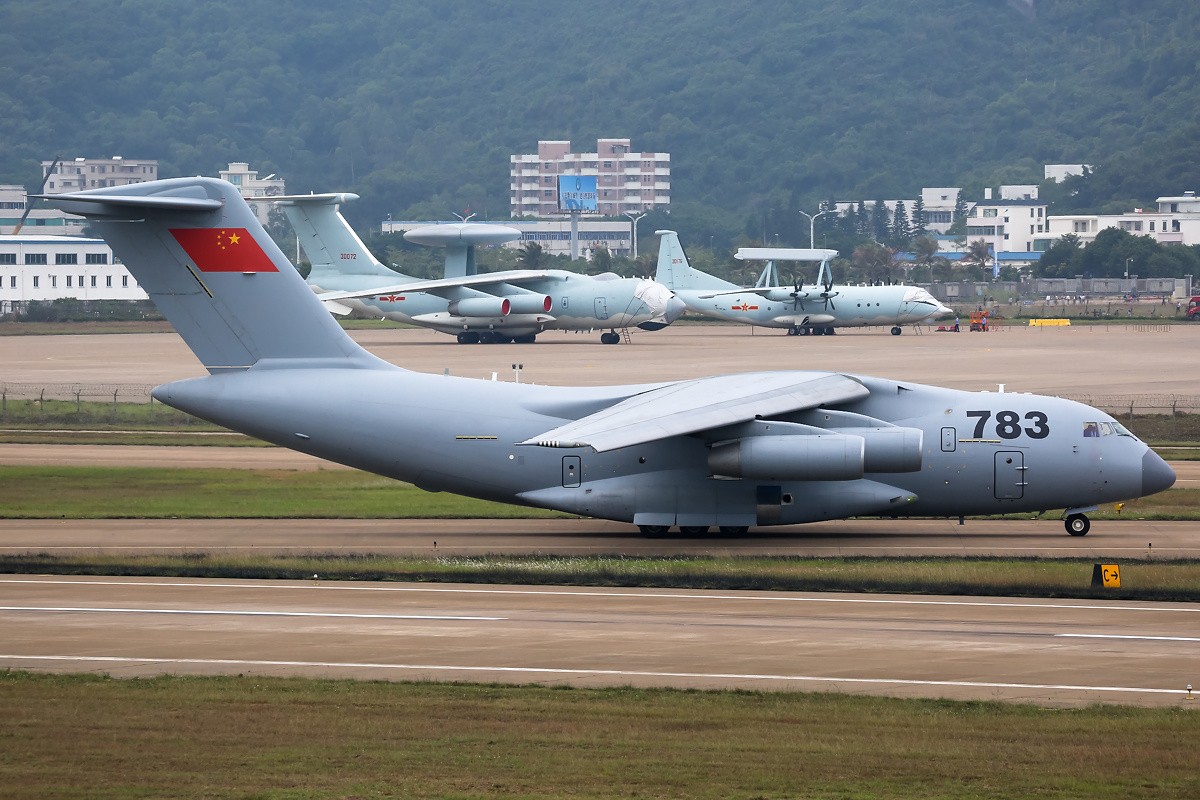
شيآن واي-20 في معرض الصين الدولي للطيران والفضاء 2014

شركة شيآن لصناعة الطائرات (بالإنجليزية: Xi'an Aircraft Industrial Corporation)‏ ((بالصينية المبسطة: 西安飞机工业; بالصينية التقليدية: 西安飛機工業; البينيين: Xī'ān fēijī gōngyè))، المعروفة أيضا باسم شركة شيآن للطائرات المحدودة (بالإنجليزية: Xi'an Aircraft Company Limited (XAC))‏ (مجموعة شيان)، هي شركة تصنيع طائرات صينية ومطور للطائرات الكبيرة والمتوسطة الحجم. ويقع مقرها في منطقة «يانليانق» (Yanliang)، بمدينة شيان، بمقاطعة شنشي. وهي من الشركاء المتضامنين مع «معهد 603 لتصميم الطائرات» طائرة عسكرية. تأسست مجموعة شيان في عام 1958، وتضم أكثر من 20,000 موظف.
عملائها الرئيسيين تشمل القوة الجوية لبحرية جيش التحرير وسلاح جو جيش التحرير الشعبي. وفي الوقت الراهن، هي شركة تابعة لشركة صناعة الطيران الصينية (AVIC). وهي مسؤولة عن إنتاج أكبر طائرة في الصين، المصنعة داخليا العسكرية، شيآن واي-20.

## المنتجات

### طائرات مروحية
- شيآن إم إيه 60 طائرة خطوط جوية بمحركات دفع مروحية توربينية
- شيآن إم إيه 600 طائرة خطوط جوية بمحركات دفع مروحية توربينية
- شيآن إم إيه 700 طائرة خطوط جوية بمحركات دفع مروحية توربينية (تحت التطوير)

### قاذفات قنابل
- Xian H-8 قاذفة قنابل استراتيجية ثقيلة (إلغاء)
- Xian JH-7 Flying Leopard  [لغات أخرى]‏ مقاتلة قاذفة بمحركين. الاسم الرمزى اللناتو "Flounder"
- شيآن إتش-6 قاذفة بمحركين - نسخة الترقية البديل الصينية لتوبوليف تو-16 بادغر

### تدريب
- Y-7H طائرة تدريب مبنية على أساس (Y-7-100)

### قطع غيار
- كوماك إيه آر جيه 21 - الأجنحة وجسم الطائرة

### نقل
- Yun-7 (Y-7) طائرة نقل بمحركين مروحية توربينية
- أنتونوف أن-26 طائرة نقل بمحركين مروحية توربينية
- شيآن واي-20 طائرة نقل بأربعة محركات مروحية توربينية[2][3]

## وصلات خارجية
- Official Xi'an Aircraft Industrial Corporation website (بالصينية)
- English homepage introduction in its official website